# Руда (Воломінський повіт)
Руда (пол. Ruda) — село в Польщі, у гміні Радзимін Воломінського повіту Мазовецького воєводства.
Населення — 434 особи (2011).
У 1975-1998 роках село належало до Варшавського воєводства.

## Демографія
Демографічна структура станом на 31 березня 2011 року:
|          | Загалом | Допрацездатний вік | Працездатний вік | Постпрацездатний вік |
| -------- | ------- | ------------------ | ---------------- | -------------------- |
| Чоловіки | 207     | 44                 | 147              | 16                   |
| Жінки    | 227     | 59                 | 139              | 29                   |
| Разом    | 434     | 103                | 286              | 45                   |